# Wytrysk wsteczny
Wytrysk wsteczny – patologia wytrysku, w której sperma nie wydostaje się na zewnątrz ciała, lecz trafia poprzez krótki odcinek cewki moczowej do pęcherza moczowego. Przyczyną jest niedziałający właściwie zwieracz pęcherza: nie ulega skurczowi w czasie wytrysku. Nieprawidłowe działanie zwieracza pęcherza może być wywołane operacją prostaty (np. jej przezcewkowego usunięcia) lub uszkodzeniem unerwienia autonomicznego. Także cukrzyca może dawać takie powikłanie, będące objawem neuropatii cukrzycowej. Do rzadszych przyczyn należą nadużywanie alkoholu lub nietypowe praktyki seksualne.

## Leczenie
- farmakoterapia
- fizykoterapia